# 諾斯維尤 (密歇根州)
諾斯維尤（英語：Northview）是位於美國密歇根州肯特縣大急流城特設鎮區及普萊恩菲爾德鎮區的一個普查規定居民點。

## 人口
根據2020年美國人口普查的數據，諾斯維尤的面積為28.52平方千米，當中陸地面積為26.67平方千米，而水域面積為1.85平方千米。當地共有人口15301人，而人口密度為每平方千米536.5人。